# Plagiomnium ecklonii
Plagiomnium ecklonii là một loài Rêu trong họ Mniaceae. Loài này được (Müll. Hal.) T.J. Kop. mô tả khoa học đầu tiên năm 1977.